# Rosendo Vila Fernández
Rosendo Vila Fernández (Ribas Pequeñas, 1886 - Monforte de Lemos, 7 de septiembre de 1936) fue un periodista y político español, alcalde del municipio de Monforte de Lemos en 1935.

## Biografía
Emigró a Cuba donde fue director de la revista mercantil Caduceo. Se casó con Mercedes Torregrosa Lluch en Alicante en 1921, y a su regreso a Galicia, se instaló en Monforte de Lemos. Miembro del Partido Republicano Radical y colaboró en El Combate, pasando posteriormente a militar en la Unión Republicana. 
Vila fue nombrado alcalde de Monforte de Lemos en febrero de 1935, dejando el cargo el 17 de julio de ese año por tener que ausentarse de Monforte durante un tiempo. En ese periodo, se enfrentó a Andrés Gil Municio, líder del derechista Partido Agrario Español. 
Con el golpe de Estado del 18 de julio de 1936, Rosendo Vila fue asesinado por un grupo de falangistas dirigidos por el presidente del Sindicato Agrícola de Monforte, el 7 de septiembre de 1936, en su domicilio de Vilanova, en presencia de su mujer y su hija. Tras su muerte, su esposa y su hija abandonaron Monforte y se instalaron en Alicante.